# Dulciana (registro d'organo)
La dulciana è un particolare registro dell'organo.

## Struttura
Esistono due diversi registri chiamati dulciana: uno ha origini antichissime appartenente alla famiglia dei regali, ma più dolce, mentre l'altro è stato inventato alla fine del '700 e ha un suono più morbido e violeggiante.
La dulzian antica venne più volte citata da Michael Praetorius nei suoi trattati come ancia a tuba tappata. Si tratta di un registro ad ancia con apertura regolabile, presente in numerosi strumenti antichi. Questo registro venne ampiamente utilizzato dall'organaro Arp Schnitger, che amava una sonorità simile a quella del fagotto, ma più chiara e delicata, prodotta dalle canne in legno anziché in metallo. Questa dulciana, pressoché sconosciuta nella scuola organaria italiana, è anche molto comune negli organi francesi, dove è solitamente presente con il nome di douçaine.
Un altro registro, anch'esso chiamato dulciana, nacque in Inghilterra alla fine del XVIII secolo. Si tratta di un registro ad anima della famiglia dei registri violeggianti, particolarmente dolce e pastoso. La dulciana caratterizza le sonorità degli organi ottocenteschi fornendo la base per le combinazioni di sonorità delicate. Il suo utilizzo nella tessitura grave rende più chiaro il suono del bordone.